# Per Røntved
Per Røntved (27. ledna 1949, Frederiksberg – 16. května 2023) byl dánský fotbalista, obránce. V roce 1972 byl vyhlášen dánským fotbalistou roku.

## Fotbalová kariéra
Začínal v Dánsku v týmu Brønshøj BK. Od roku 1972 hrál německou bundesligu za Werder Brémy, nastoupil ve 194 bundesligových utkáních a dal 40 gólů. Po návratu do Dánska hrál za Randers SK Freja a Hvidovre IF. Za dánskou fotbalovou reprezentaci nastoupil v letech 1970–1982 v 75 utkáních a dal 11 gólů. Reprezentoval Dánsko na LOH 1972 v Mnichově, nastoupil v 6 utkáních a dal 1 gól.

## Ligová bilance
| Ročník                                 | Zápasy | Góly | Klub             |
| -------------------------------------- | ------ | ---- | ---------------- |
| 2. dánská liga 1967                    | -      | -    | Brønshøj BK      |
| 2. dánská liga 1968                    | -      | -    | Brønshøj BK      |
| 2. dánská liga 1969                    | -      | 11   | Brønshøj BK      |
| Dánská 1. divize 1970                  | -      | -    | Brønshøj BK      |
| Dánská 1. divize 1971                  | -      | -    | Brønshøj BK      |
| Dánská 1. divize 1972                  | -      | -    | Brønshøj BK      |
| Německá fotbalová Bundesliga 1972/1973 | 28     | 5    | Werder Brémy     |
| Německá fotbalová Bundesliga 1973/1974 | 29     | 7    | Werder Brémy     |
| Německá fotbalová Bundesliga 1974/1975 | 23     | 5    | Werder Brémy     |
| Německá fotbalová Bundesliga 1975/1976 | 31     | 7    | Werder Brémy     |
| Německá fotbalová Bundesliga 1976/1977 | 29     | 6    | Werder Brémy     |
| Německá fotbalová Bundesliga 1977/1978 | 21     | 6    | Werder Brémy     |
| Německá fotbalová Bundesliga 1978/1979 | 33     | 2    | Werder Brémy     |
| 2. dánská liga 1979                    | -      | 1    | Randers SK Freja |
| 2. dánská liga 1980                    | -      | 3    | Randers SK Freja |
| 2. dánská liga 1981                    | -      | 11   | Randers SK Freja |
| 2. dánská liga 1982                    | -      | 9    | Randers SK Freja |
| Dánská 1. divize 1983                  | 11     | 1    | Hvidovre IF      |
| CELKEM německá bundesliga              | 194    | 40   |                  |
| CELKEM Dánská 1. divize                | -      | -    |                  |